# Modelism

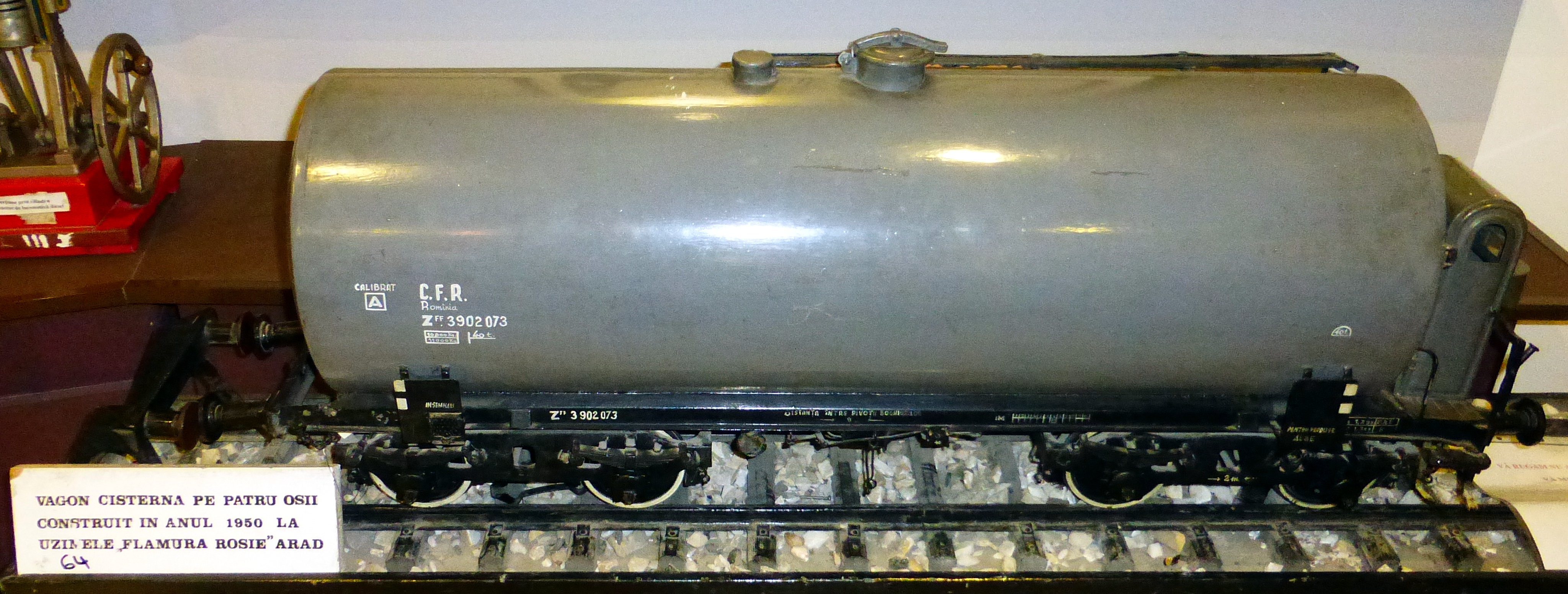
Macheta unui vagon cisternă pe patru osii construit în 1950 la Uzinele „Flamura Roșie” Arad

Modelismul este activitatea de realizare la scară a unor modele de mașini și aparate, în general cu caracter demonstrativ, având posibilități de propulsie comandată sau auto-comandată. Cu timpul, această activitate a căpătat caracter didactic-sportiv, fiind practicate diverse tipuri de modelism:
- Automodelismul: Ramură sportivă care se ocupă cu realizarea unor modele de autovehicule, comandate sau auto-comandate.
- Navomodelismul: Ramură sportivă care se ocupă cu realizarea unor modele de echipamente de transport pe apă.
- Aeromodelismul: Ramură sportivă care se ocupă cu realizarea unor modele de aparate de zbor aerian (baloane, avioane, elicoptere etc), având capacitatea de a fi dirijate prin telecomandă.
- Rachetomodelismul: Ramură sportivă care se ocupă cu realizarea unor modele de aparate de zbor aerian de tip "rachetă".
Prin evoluția acestei activități și având la bază dezvoltarea capabilităților tehnologice, au început să se dezvolte echipamente utile, de sine stătătoare, complet funcționale, ce au primit diverse denumiri: dronă, UAV etc.

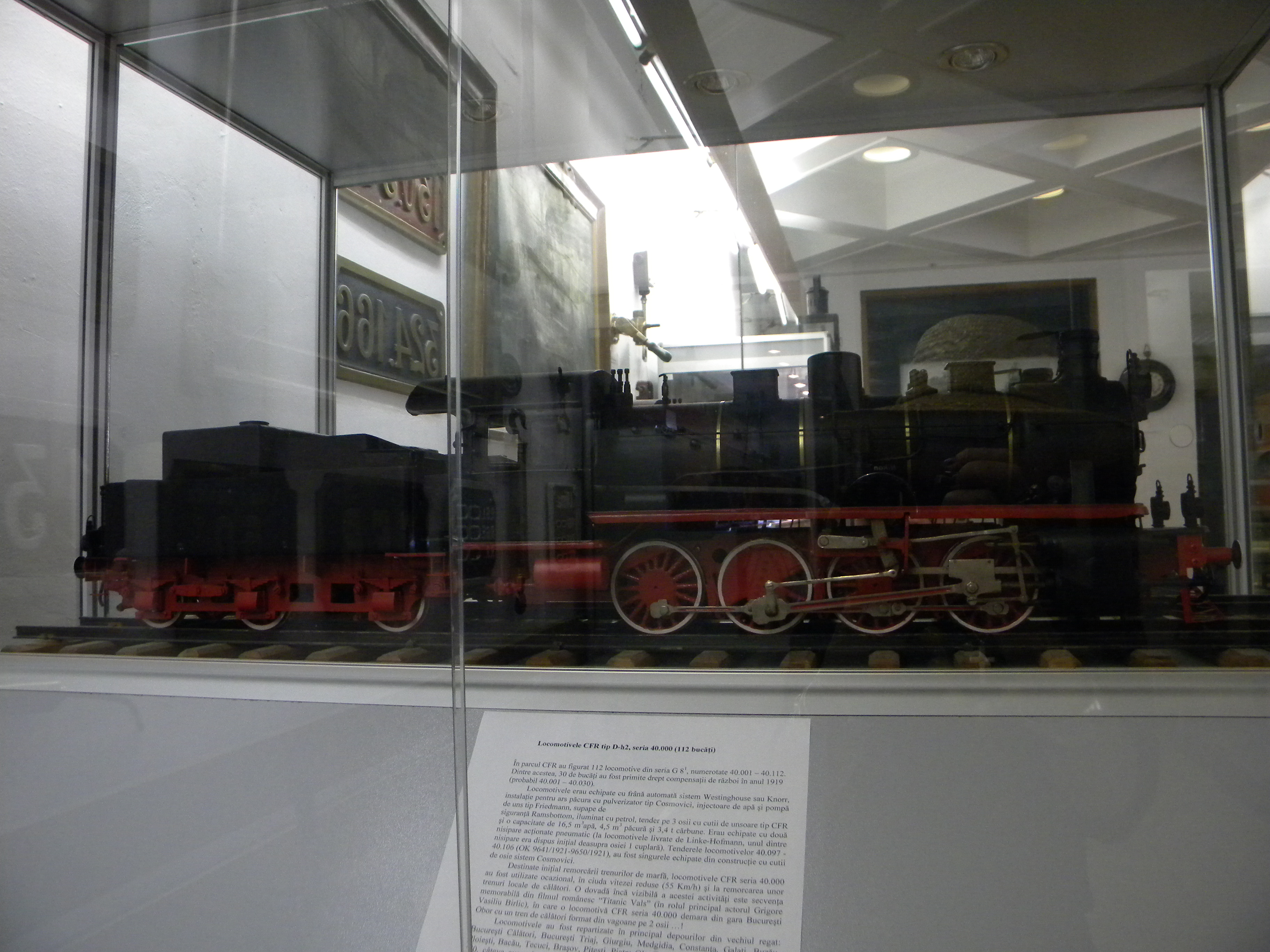
Macheta locomotivei tip D-h2 seria 40.000

## Istoric
În Manualul aeromodelistului, apărut la Editura Gorjan în 1944 și având ca autor pe inginerul pilot Gh. Rado, se prezintă pe larg o primă istorie a modelismului. Încercările încep încă din 1843, când W. S. Henson realizează un prim model de mașină zburătoare, care nu își îndeplinește însă rolul.
În România, Ion Stoica din com. Ormindea, de lângă Deva, este consemnat ca fiind primul român care a construit un aparat cu care a participat, în 1896, la expoziția Societății „Astra”, organizată la Sibiu, unde a demonstrat calitățile de zbor ale aparatului său. Dar și ceilalți specialiști români au început activitatea tot cu ajutorul unor modele. Traian Vuia experimentează cu mulți ani înainte (1891, 1892) aeromodelele sale dotate cu tren de aterizare „pe roți”, această soluție constituind o  prioritate pe plan mondial. Pentru realizarea primului său aparat, Aurel Vlaicu a realizat experimente demonstrative folosind modele acționate prin răsucirea panglicii de cauciuc. Același lucru l-a făcut Henri Coandă în 1907, când a experimentat rachete înaintea realizării unui motor cu reacție. George Ghika, în 1894, prezintă pe lacul Căldărușani un navomodel  propulsat de un motor cu aburi, iar în 1898, Grigore Sturdza realizează demonstrații pe lacul Cișmigiu, cu un navomodel acționat de un motor cu aburi adus din Marea Britanie. Prof. Ion Stroiescu de la Politehnica din București a utilizat machetele pentru studii aerodinamice și, în 1908, construiește un aeromodel cu motor cu reacție.

## Organizare instituțională
În România, acest sport se practică sub îndrumarea Federației Române de Modelism, ce înglobează toate cele 4 forme de modelism menționate, structură sportivă de interes național ce este afiliată la Federația Aeronautică Internațională – F.A.I. și Comisia Internațională de Aeromodelism – C.I.A.M. (pentru ramurile sportive aeromodelism și rachetomodelism), Organizația Mondială pentru Navomodelism și Sportul cu Navomodele – N.A.V.I.G.A. (pentru ramura sportivă navomodelism), respectiv Federația Europeană de Automodele Radiocomandate – E.F.R.A. și Federația Europeană pentru Modele de Automobil – F.E.M.A. (pentru ramura sportivă automodelism).

## Maeștri emeriți ai sportului și antrenori emeriți

### Automodelism
- Ion Constantinescu - antrenor emerit

### Navomodelism
- Gheorghe Aldea - antrenor emerit
- Romeu Andrei - maestru emerit al sportului
- Alin Artene - maestru emerit al sportului
- Marius Cheșcu - maestru emerit al sportului, este delegat național în Organizația N.A.V.I.G.A. (din 2013)[3]
- Bălca Costinel - maestru emerit al sportului
- Corneliu Costiniuc - maestru emerit al sportului
- Cristina Dan - maestru emerit al sportului
- Emilian Dan - maestru emerit al sportului
- Lucian Dan - maestru emerit al sportului, antrenor emerit
- Niculina Dan - maestru emerit al sportului
- Cristian Georgescu - maestru emerit al sportului
- Răzvan Gherga - maestru emerit al sportului
- Ilie Goga - maestru emerit al sportului
- Chibulcutean Ion - maestru emerit al sportului
- Ioan Lăzărescu - maestru emerit al sportului
- Ion Marinescu - maestru emerit al sportului
- Cristian Mircea - antrenor emerit
- Helmuth Orban - maestru emerit al sportului
- Ioan Palcea - maestru emerit al sportului
- Vasile Petrică - antrenor emerit
- Petrea Zaharioaia - antrenor emerit

### Aeromodelism
- Draghici Adrian - maestru emerit al sportului
- George Arghir - antrenor emerit
- Draghici Florian Aurel - maestru emerit al sportului
- Paul Bere - antrenor emerit
- Nicu Bezman - maestru emerit al sportului, antrenor emerit
- Daniel Bîldea - maestru emerit al sportului
- Ion Bobocel - maestru emerit al sportului, antrenor emerit
- Georges Craioveanu - antrenor emerit
- Gheorghe Guță - maestru emerit al sportului
- Otto Hints - maestru emerit al sportului, antrenor emerit
- Botusan Ioan - maestru emerit al sportului
- Anania Moldoveanu - maestru emerit al sportului
- Aurel Morar - maestru emerit al sportului, antrenor emerit
- Vasile Nicoară - maestru emerit al sportului
- Daniel Petcu - maestru emerit al sportului, antrenor emerit
- Dandu Petrescu - maestru emerit al sportului
- Eugen Pop - maestru emerit al sportului, antrenor emerit
- Aurel Popa - maestru emerit al sportului
- Crîngu Alexandru Popa - maestru emerit al sportului, antrenor emerit, secretar general la nivel național, este delegat național în Federația Aeronautică Internațională (din 2012)[3]
- Marian Popescu - maestru emerit al sportului, antrenor emerit
- Ștefan Purice - maestru emerit al sportului

### Rachetomodelism
- Elena Balo - maestru emerit al sportului
- Ioan Catargiu - maestru emerit al sportului, antrenor emerit
- Gabriel Constantinescu - maestru emerit al sportului, antrenor emerit
- Gica Constantinescu - maestru emerit al sportului
- Valerian Constantinescu - maestru emerit al sportului, antrenor emerit
- Marian Coșoveanu - maestru emerit al sportului
- Iosif Kököși - maestru emerit al sportului
- Costache Marius - maestru emerit al sportului
- Silvestru Morariu - antrenor emerit
- Ovidiu Nica - maestru emerit al sportului, antrenor emerit
- Petre Nicolae - maestru emerit al sportului
- Dan Popa - maestru emerit al sportului
- Ioan N. Radu - maestru emerit al sportului
- Florica Șercăianu (Nedelcu) - maestru emerit al sportului
- Lucian Șercăianu - maestru emerit al sportului, antrenor emerit
- Dorin Torodoc - maestru emerit al sportului
- Gheorghe Toxin - maestru emerit al sportului